# Italië op de Olympische Winterspelen 1932
Tijdens de Olympische Winterspelen van 1932, die in Lake Placid (Verenigde Staten) werden gehouden, nam Italië voor de derde keer deel.

## Deelnemers en resultaten

### Bobsleeën
| Olympiër                                                                       | Discipline              | Resultaat | Prestatie                                       |
| ------------------------------------------------------------------------------ | ----------------------- | --------- | ----------------------------------------------- |
| Teofilo Rossi di Montelera Italo Casini                                        | 2-mansbob (m) Italië I  | 6e        | 8.36,33 (2.15,45 / 2.08,10 / 2.06,58 / 2.06,20) |
| Agostino Lanfranchi Gaetano Lanfranchi                                         | 2-mansbob (m) Italië II | 8e        | 8.50,66 (2.20,08 / 2.13,47 / 2.08,00 / 2.09,11) |
| Teofilo Rossi di Montelera Agostino Lanfranchi Gaetano Lanfranchi Italo Casini | 4-mansbob (m) Italië I  | 5e        | 8.24,21 (2.07,87 / 2.06,62 / 2.07,94 / 2.01,78) |

### Langlaufen
| Olympiër            | Discipline | Resultaat | Prestatie |
| ------------------- | ---------- | --------- | --------- |
| Andrea Vuerich      | 18 km (m)  | 25e       | 1:38.42   |
| Gino Soldà          | 18 km (m)  | 26e       | 1:39.43   |
| Severino Menardi    | 18 km (m)  | 34e       | 1:43.04   |
| Erminio Sertorelli  | 50 km (m)  | 12e       | 4:59.00   |
| Giovanni Delago     | 50 km (m)  | dnf       | opgave    |
| Francesco De Zulian | 50 km (m)  | dnf       | opgave    |

### Noordse combinatie
| Olympiër           | Discipline | Resultaat | Prestatie                                                          |
| ------------------ | ---------- | --------- | ------------------------------------------------------------------ |
| Ernesto Zardini    | mannen     | 12e       | 362,20 punten 18 km: 163,50 (1:43.22) schans: 198,70 (51,0+51,5 m) |
| Ingenuino Dallagio | mannen     | 17e       | 346,00 punten 18 km: 150,00 (1:46.29) schans: 196,00 (47,5+52,0 m) |
| Severino Menardi   | mannen     | 21e       | 332,70 punten 18 km: 165,00 (1:43.04) schans: 167,70 (36,0+45,5 m) |

### Schansspringen
| Olympiër           | Discipline | Resultaat | Prestatie                  |
| ------------------ | ---------- | --------- | -------------------------- |
| Ernesto Zardini    | mannen     | 14e       | 196,7 punten (53,0+65,0 m) |
| Ingenuino Dallagio | mannen     | 16e       | 194,9 punten (58,5+53,0 m) |
| Severino Menardi   | mannen     | 27e       | 161,6 punten (36,5+56,5 m) |

België · Canada · Duitsland · Finland · Frankrijk · Groot-Brittannië · Hongarije · Italië · Japan · Noorwegen · Oostenrijk · Polen · Roemenië · Tsjecho-Slowakije · Verenigde Staten · Zweden · Zwitserland